# Ornithocephalus urceilabris
Ornithocephalus urceilabris là một loài thực vật có hoa trong họ Lan. Loài này được (P.Ortiz & R.Escobar) Toscano & Dressler mô tả khoa học đầu tiên năm 2000.